# Emanuel Quirini
Emanuel Franciszek Quirini (ur. 18 stycznia 1895 w Milówce, zm. 30 kwietnia 1940 w Katyniu) – major żandarmerii Wojska Polskiego, ofiara zbrodni katyńskiej.

## Życiorys
Emanuel Franciszek Quirini urodził się 18 stycznia 1895 roku w Milówce, w powiecie żywieckim ówczesnego Królestwa Galicji i Lodomerii, w rodzinie pochodzenia włoskiego Mariana i Adeli z domu Schimlerich. Był młodszym bratem Eugeniusza (1891–1978), podpułkownika dyplomowanego .
Uczył się we Lwowie, w siedmioklasowej 1 Wyższej Szkole Realnej. W latach 1909–1912 był członkiem VII Lwowskiej Drużyny Skautowej, której drużynowym był Henryk Bagiński, a w latach 1912–1914 członkiem IV Lwowskiej Drużyny Strzeleckiej. Od 26 sierpnia 1914 roku walczył w szeregach 1 pułku piechoty Legionów Polskich. 1 grudnia 1915 roku złożył maturę. Następnie pełnił służbę w 5 pułku piechoty, w stopniu sekcyjnego. 9 lutego 1917 roku został przeniesiony do Żandarmerii Polowej Legionów Polskich, jako szeregowiec żandarmerii. W lipcu 1917 roku, po kryzysie przysięgowym, służył w Dowództwie Żandarmerii Polowej Polskiej Siły Zbrojnej.
W listopadzie 1918 roku, w stopniu wachmistrza żandarmerii, został przyjęty do Wojska Polskiego i przydzielony do Wydziału Żandarmerii Sztabu Generalnego, na stanowisko kierownika kancelarii. 17 października 1919 roku został mianowany podporucznikiem w żandarmerii z dniem 1 października 1919 roku. 1 maja 1920 roku awansował na porucznika, a 15 sierpnia 1920 roku na rotmistrza. We wrześniu 1920 roku został komendantem Kadry Dywizjonu Żandarmerii Polowej w Modlinie. Funkcję tę sprawował krótko. Przeniesiony do Warszawy przez kilka miesięcy był referentem personalnym tamtejszej Kadry Żandarmerii Polowej. Od marca do lipca 1921 roku dowodził 5 szwadronem Dywizjonu Żandarmerii Polowej Etapowej Nr 6 w Krzemieńcu. Potem służył kolejno w Równem i Noworadomsku. W 1922 roku ukończył kurs oficerski w Centralnej Szkole Żandarmerii w Grudziądzu. 1 czerwca 1922 roku, po półrocznej służbie w 4 dywizjonie żandarmerii w Łodzi, został zwolniony do rezerwy. 19 października 1922 roku rozpoczął studia na Wydziale Prawa Uniwersytetu Warszawskiego. Faktycznie, dekretem L. 18622/V.P.B. Naczelnego Wodza z 16 maja 1922 roku został pozbawiony stopnia oficerskiego na mocy orzeczenia Sądu Honorowego Wielkopolskiej Szkoły Podoficerów Nr 2.
27 czerwca 1926 roku został powołany do służby czynnej, jako oficer rezerwy, i przydzielony do 6 dywizjonu żandarmerii we Lwowie na stanowisko oficera do zleceń. 4 marca 1928 roku, jako oficer rezerwy zatrzymany w służbie czynnej, został przemianowany z dniem 1 stycznia 1928 roku na oficera zawodowego, w stopniu kapitana ze starszeństwem z dniem 1 lipca 1926 roku i 1. lokatą w korpusie oficerów żandarmerii oraz przydzielony do 10 dywizjonu żandarmerii w Przemyślu na stanowisko pełniącego obowiązki kwatermistrza. Następnie został przeniesiony do 6 dywizjonu żandarmerii. Pełnił służbę w Tarnopolu i we Lwowie. 3 maja 1936 roku został wyznaczony na stanowisko zastępcy dowódcy 7 dywizjonu żandarmerii w Poznaniu. Na majora awansował ze starszeństwem z 19 marca 1937 roku i 3. lokatą w korpusie oficerów żandarmerii.
Po wybuchu II wojny światowej i agresji ZSRR na Polskę z 17 września 1939 roku, w czasie kampanii wrześniowej dostał się do niewoli sowieckiej. Według stanu z kwietnia 1940 był jeńcem obozu w Kozielsku. 28 kwietnia 1940 roku przekazany do dyspozycji naczelnika Zarządu NKWD Obwodu Smoleńskiego – lista wywózkowa 052/4 z 27 kwietnia 1940 roku. Został zamordowany 30 kwietnia 1940 roku w Katyniu przez funkcjonariuszy Obwodowego Zarządu NKWD w Smoleńsku oraz pracowników NKWD przybyłych z Moskwy na mocy decyzji Biura Politycznego KC WKP(b) z 5 marca 1940 roku. Ofiary tej zbrodni grzebano w bezimiennych mogiłach zbiorowych, gdzie od 28 lipca 2000 roku mieści się oficjalnie Polski Cmentarz Wojenny w Katyniu. W miejscu tym prowadzone były ekshumacje i prace archeologiczne, jednak Emanuel Franciszek Quirini nie został zidentyfikowany.
Był bezdzietnym kawalerem.
5 października 2007 roku Minister Obrony Narodowej Aleksander Szczygło mianował go pośmiertnie na stopień podpułkownika. Awans został ogłoszony 9 listopada 2007 roku w Warszawie, w trakcie uroczystości „Katyń Pamiętamy – Uczcijmy Pamięć Bohaterów”.

## Ordery i odznaczenia
- Krzyż Niepodległości (13 kwietnia 1931)[21][22]
- Złoty Krzyż Zasługi (25 maja 1939)[23]
- Srebrny Krzyż Zasługi (10 listopada 1928)[24][23]
- Medal Pamiątkowy za Wojnę 1918–1921
- Medal Dziesięciolecia Odzyskanej Niepodległości